# Gaongo
Gaongo là một tổng thuộc  tỉnh Bazéga  ở miền trung Burkina Faso. Thủ phủ là thị xã Gaongo. Theo điều tra dân số năm 1996, tổng này có tổng dân số 23.751 người..

## Các thị xã và làng xã
•  Thị xã Gaongo (thủ phủ)  • Douaba • Dassamkandé • Gomasgo • Kombougo • Nafbanga • Nakomestinga • Neblaboumbou • Somassi • Tambili • Tanwoko • Vossé • Wardogo